# Пішкія
Пішкія (рум. Pișchia) — село у повіті Тіміш в Румунії. Входить до складу комуни Пішкія.
Село розташоване на відстані 407 км на північний захід від Бухареста, 17 км на північний схід від Тімішоари.

## Населення
За даними перепису населення 2002 року у селі проживали 1127 осіб.
Національний склад населення села:
| Національність | Кількість осіб | Відсоток |
| -------------- | -------------- | -------- |
| румуни         | 1062           | 94,2%    |
| угорці         | 18             | 1,6%     |
| німці          | 15             | 1,3%     |
| українці       | 8              | 0,7%     |
| серби          | 8              | 0,7%     |
| цигани         | 7              | 0,6%     |
| болгари        | 6              | 0,5%     |

Рідною мовою назвали:
| Мова       | Кількість осіб | Відсоток |
| ---------- | -------------- | -------- |
| румунська  | 1093           | 97,0%    |
| німецька   | 12             | 1,1%     |
| угорська   | 10             | 0,9%     |
| українська | 6              | 0,5%     |